# Pangrapta xylochroma
Pangrapta xylochroma là một loài bướm đêm trong họ Erebidae.